# Волны Чёрного моря (фильм)
«Волны Чёрного моря» — советский цикл из трёх многосерийных телефильмов (мини-сериалов), снятых режиссёрами Артуром Войтецким, Олегом Гойдой и Вячеславом Криштофовичем в 1975—1976 годах на «Киностудии им. А. Довженко» по заказу Центрального телевидения. Телевизионная премьера состоялась в апреле 1976 года.
В основе фильма — три романа тетралогии «Волны Чёрного моря» Валентина Катаева: «Белеет парус одинокий», «Зимний ветер», «За власть Советов» («Катакомбы»).

## Сюжет

### Фильм 1. «Белеет парус одинокий»
По мотивам первой части тетралогии «Волны Чёрного моря» — «Белеет парус одинокий» — 1, 2, 3, 4 серии (1975 год)
Летом в Одессе жизнь кипит. Сирота Гаврик с дедом выходят на шаланде в море ловить рыбу, которую затем жадная торговка скупает за бесценок. Сын коллежского советника Петя готовится поступать в гимназию. Заря революции. Беглого матроса с «Потёмкина» прячет отец Павлика от погони, затем его пути пересекаются с Гавриком. Одесская детвора становится непосредственными участниками революционных событий в Одессе.

### Фильм 2. «Зимний ветер»
По мотивам третьей части тетралогии «Волны Чёрного моря» — «Зимний ветер» — 5, 6 серии (1976 год)
Петя и Гаврик выросли, однако судьба снова сводит их вместе в Одессе в период Гражданской войны.

### Фильм 3. «Катакомбы»
По мотивам четвёртой части тетралогии «Волны Чёрного моря» — «За власть Советов» («Катакомбы») — 7, 8 серии (1976 год)
Великая Отечественная война. Петя и Гаврик — подпольщики в оккупированной Одессе.

## В ролях

### Фильм 1. «Белеет парус одинокий»
- Вадик Кузнецов — Петя Бачей
- Эдик Купоросов — Гаврик Черноиваненко
- Виталик Огарков — Павлик Бачей
- Таня Надемская — Мотя
- Олег Табаков — Василий Петрович Бачей, отец Пети и Павлика
- Ада Роговцева — Татьяна Ивановна, тётя Пети и Павлика
- Степан Хацкевич — дедушка Гаврика
- Сергей Никоненко — Родион Жуков, матрос с броненосца «Потёмкин»
- Юрий Саранцев — дядя Ваня, директор цирка, подпольщик
- Иван Миколайчук — Терентий, старший брат Гаврика
- Светлана Кондратова — Дуня, служанка в семье Бачей
- Евгений Весник — «Усатый», шпик
- Галина Волчек — мадам Стороженко
- Юрий Величко — отдыхающий

### Фильм 2. «Зимний ветер»
- Евгений Леонов-Гладышев — Петя Бачей
- Владимир Волков — Гаврик Черноиваненко
- Ирина Бразговка — Мотя
- Тамара Трач — Марина, жена Гаврика, в детстве подруга Пети
- Олег Табаков — Василий Петрович Бачей, отец Пети и Павлика
- Ада Роговцева — Татьяна Ивановна, тётя Пети и Павлика
- Сергей Никоненко — Родион Жуков, революционер
- Иван Миколайчук — Терентий, старший брат Гаврика
- Фёдор Панасенко — Синичкин
- Галина Федотова — Ирэн Заря-Заряницкая
- Александр Лазарев — Заря-Заряницкий, генерал
- Тамара Невская — Заря-Заряницкая, генеральша

### Фильм 3. «Катакомбы»
- Алексей Петренко — Гаврила Семёнович Черноиваненко
- Эрнст Романов — Пётр Васильевич Бачей
- Лилия Гурова — Матрёна Терентьевна (Мотя)
- Анатолий Адоскин — Жора Колесничук, подпольщик
- Сергей Иванов — Святослав, боец партизанского отряда
- Татьяна Зарицкая — Валентина, дочь Моти, боец партизанского отряда
- Вадим Кузнецов — Петя, сын Петра Васильевича Бачея
- Виталий Дорошенко — Леонид Цимбал, боец партизанского отряда
- Виктор Маляревич — Никита, боец партизанского отряда
- Николай Мерзликин — Туляков, начштаба партизанского отряда
- Алексей Чернов — шарманщик, подпольщик
- Маргарита Кошелева — женщина в квартире
- Богдан Ступка — Ионел Миря, делец-мошенник

## Съёмочная группа
- Авторы сценария:
  - Артур Войтецкий
  - Евгений Оноприенко
- Режиссёры-постановщики:
  - Артур Войтецкий (фильм 1)
  - Олег Гойда (фильм 2)
  - Вячеслав Криштофович (фильм 3)
- Оператор:
  - Вилен Калюта (фильм 1)
  - Сергей Стасенко (фильм 2)
  - Василий Трушковский (фильм 3)
- Художники-постановщики:
  - Сергей Бржестовский (фильм 1)
  - Пётр Слабинский (фильм 1)
  - Михаил Юферов (фильм 2)
  - Виктор Мигулько (фильм 3)
- Композиторы:
  - Владимир Дашкевич (фильм 1, 2)
  - Вадим Храпачёв (фильм 3)